# Протокол Модсли
Протоко́л Мо́дсли (также известный как система семейной терапии Модсли, подход Модсли) — система лечения ограничительных расстройств пищевого поведения, разработанная в психиатрической клинике Модсли. Данный протокол на сегодняшний день является одной из немногих лечебных программ для работы с ОРПП, имеющих серьёзную доказательную базу и подтвердивших свою эффективность в рамках эмпирических исследований. Данный терапевтический подход был разработан научно-исследовательской группой Лондонской психиатрической клиники Модсли под руководством Кристофера Дэйра.

## Сфера применения
В настоящее время подход признан эффективным для терапии таких расстройств пищевого поведения, как нервная анорексия и нервная булимия. Несмотря на то, что на данный момент эффективность системы семейной терапии Модсли оказывается эмпирически подтверждённой именно для указанных выше расстройств пищевого поведения, потенциально он может применяться в рамках работы со значительно более широким спектром РПП ограничительного типа: например, в случае нервной орторексии и расстройства избирательного питания. Таким образом, актуальной оказывается задача обеспечения определённой доказательной базы, подтверждающей эффективность подхода Модсли при различных типах ограничительных расстройств пищевого поведения.

## Основные принципы протокола
Система терапии Модсли предполагает работу не только с самим пациентом, но и с членами его семьи, в частности родителями в случае пациентов детского и юношеского возраста. Изначально подход был предложен в качестве альтернативы традиционной модели индивидуальной терапии. В рамках традиционного подхода к лечению пищевых расстройств семья и определённые семейные проблемы достаточно часто рассматриваются в качестве одной из фундаментальных причин возникновения заболевания. В свою очередь, подход Модсли постулирует отказ от взгляда на семейную среду как первопричину возникновения патологии и даже предлагает использовать проблему как своего рода базу для интеграции семьи, развития новой модели семейных взаимоотношений.
Семейная психотерапия в рамках протокола Модсли рассчитана на срок около одного года, в течение которого предполагается 15—20 терапевтических сессий. Процесс лечения включает три основные фазы:
1. Фаза 1 (нормализация массы тела) предполагает преимущественно коррекцию состояния организма пациента, связанного с серьёзными ограничениями в питании. Роль психотерапии на данном этапе состоит преимущественно в выявлении, во-первых, определённых особенностей общения в рамках семьи, во-вторых, семейных паттернов пищевого поведения. Задачей терапевта является помощь родителям в приобретении определённых новых способов поведения, способных обеспечить ребёнку помощь в процессе восстановления. Особое внимание уделяется ритуалам совместного приёма пищи в семье, социальному компоненту таких ритуалов. Терапевт старается научить родителей принятию пищевых привычек своего ребёнка, даже тех, которые радикальным образом отличаются от общепринятых в семье. Работа направлена на снятие психологического дискомфорта пациента в ситуациях семейного приёма пищи. Важным для родителей является выражение сочувствия и понимания по отношению к тем сложностям, с которым сталкивается ребёнок в процессе выздоровления (это аналогично принципу безусловного принятия, являющемуся одним из основных для гуманистического подхода психотерапии). Одновременно на данном этапе перед родителями стоит задача контроля за режимом питания ребёнка, что позволяет в определённый момент отказаться от лечения в условиях стационара. Кроме того, психотерапия направлена на перестройку стратегий межличностного взаимодействия пациента со сверстниками, расширение круга общения, что, в свою очередь, способствует стабилизации эмоционального состояния и обеспечивает необходимые условия для восстановления.
2. Фаза 2 (возвращение контроля над питанием). Основными критериями перехода на данную фазу лечения являются устойчивое увеличение массы тела, принятие пациентом требований родителей, касающихся изменения режима питания, а также позитивные сдвиги в характере психологического климата семьи (оценка происходящих изменений является одной из наиболее значимых задач, решаемых психотерапевтом). Задачей родителей в рамках данной фазы является помощь ребёнку в возвращении контроля над своим весом и пищевым поведением, при этом система семейной терапии Модсли ориентирована на минимизацию психологического давления со стороны родителей. Кроме того, в этот момент становится возможной проработка в рамках психотерапевтических сессий тех семейных проблем, которые до этого откладывались ввиду критического состояния пациента. На данной фазе, при условии положительной динамики процесса выздоровления, становится возможным снижение контроля за питанием ребёнка со стороны родителей, частичное делегирование пациенту ответственности за своё пищевое поведение.
3. Фаза 3 (восстановление идентичности пациента). Соматическим критерием, свидетельствующим о возможности перехода к фазе 3, является достижение пациентом стабильного уровня массы тела не менее 95 % от нормального для его роста и возраста, согласно медицинским нормам, а также снятие неадекватных пищевых ограничений. Основным фокусом психотерапии на данном этапе лечения является возвращение пациенту целостной идентичности и нормативной для его возраста степени автономии, поддержание здоровых паттернов взаимоотношений в семье, приобретённых в рамках психотерапии. Важной задачей психотерапевта в рамках работы с родителями становится обсуждение тех изменений, которые их ожидают после окончательного приобретения ребёнком независимости.

Роль родителей, по мнению психотерапевтов, описывающих данный подход, заключается в активном обеспечении позитивной эмоциональной среды, способствующей восстановлению пациента как в физическом, так и в психологическом аспекте. Иными словами, специалистами могут быть созданы необходимые для выздоровления условия с точки зрения обеспечения режима питания и необходимой медикаментозной поддержки, мониторинга состояния здоровья пациента, однако создание позитивной эмоциональной среды обеспечивается именно со стороны семьи.

## Доказательная база
Первое экспериментальное подтверждение эффективности протокола было получено собственно в рамках клиники Модсли. Выборка включала несовершеннолетних пациентов (возраст менее 18 лет), страдающих нервной анорексией на протяжении трёх и более лет. Исследование было проведено на женской выборке, в нём участвовало 80 испытуемых; задачей был сравнительный анализ эффективности лечения с помощью системы семейной терапии Модсли и классической индивидуальной психотерапии. 90 % испытуемых в рамках данного исследования, проходивших лечение согласно принципам протокола Модсли, достигли нормализации веса и возобновления менструального цикла к моменту окончания терапии. Результаты свидетельствуют об эффективности подхода, что было подтверждено в последующих исследованиях. Так, исследовательской группой Эйслера были получены следующие результаты: у более 70 % испытуемых в экспериментальной и контрольной группах наблюдалась стабилизация массы тела и нормализация менструального цикла, что свидетельствует, по крайней мере, о сопоставимой эффективности подхода Модсли в сравнении с традиционной индивидуальной психотерапией. Результаты недавнего исследования, проведённого на рандомизированной контролируемой выборке, дополнительно подтверждают эффективность системы семейной психотерапии Модсли. Имеются также свидетельства того, что короткий (6 месяцев) и длительный (1 год) курс лечения приводят к аналогичному положительному результату. Наконец, позитивная динамика при применении протокола Модсли наблюдаются в случае как пациентов более младшего возраста (9—12 лет), так и в случае подростков.
Важно отметить, что, хотя изначально подход применялся именно в работе с пациентами, страдающих нервной анорексией, в дальнейшем он был адаптирован для терапии других ограничительных расстройств пищевого поведения, в частности нервной булимии. На данный момент существуют данные эмпирических исследований, подтверждающие эффективность протокола Модсли в рамках психотерапии пациентов с нервной булимией.

## Протокол МinnieMaud
Протокол MinnieMaud, или гомеодинамический метод восстановления MinnieMaud, — руководство по восстановлению после ограничительных расстройств пищевого поведения, разработанное на основе протокола Модсли. Основной задачей, которую призвана решить данная система питания, является состояние устойчивой ремиссии у пациентов, страдающих пищевыми расстройствами различной степени тяжести. Достижение ремиссии обеспечивается в первую очередь ориентацией на паттерны пищевого поведения здоровых людей, не придерживающихся каких-либо ограничений в питании, а также соблюдением соответствующих возрасту, физиологическим характеристикам и состоянию организма пациента норм питания. Данный протокол соответствует стационарным программам восстановления, используемым в западной клинике лечения РПП и основанным на результатах эмпирических исследований.
Название протокола связано с Mиннесотским голодным экспериментом. Второе слово в назывании — «Maud» — отсылает к методологической базе системы, то есть к протоколу Модсли (Maudsley Protocol).

#### Основные принципы протокола MinnieMaud
Адепты протокола выделяют «Большую тройку» принципов, составляющих основу данной системы питания:
1. Необходимость ежедневного потребления по крайней мере минимального количества калорий в соответствии с ростом, возрастом и полом пациента. Акцент в данном случае делается на том, что нормы питания являются исключительно необходимым минимумом, количество съедаемой сверх установленной нормы пищи в период восстановления не должно ограничиваться.
2. Отказ от контроля над весом и изменений в параметрах тела. В данном случае целью является устранение психологического дискомфорта пациента с РПП, связанного с изменением схемы тела и вынужденным принятием необходимости набора веса.
3. Отказ от тренировок как одной из формы ограничений, являющихся частью пищевого расстройства.

Протокол указывает на необходимость работы с тревогой, нарастающей по мере снятия ограничений, и предполагает проведение психотерапевтических сессий на протяжении всего процесса восстановления. Основной задачей является приобретение альтернативных ограничениям, связанным с РПП (к которым относятся пищевые ограничения, неадекватные физические нагрузки и т. д.), способов борьбы с тревогой. В качестве наиболее эффективных подходов чаще всего предлагается когнитивно-бихевиоральная терапия (КБТ), диалектико-бихевиоральная терапия (ДБТ), так называемая терапия контакта-ответа.

#### Критика
Данный протокол вызывает страх у тех, кто боится есть еду из-за повышенной тревожности. Но протокол доказан не один раз и не одним человеком. При его прохождении обязательно должен быть психолог или психотерапевт, который будет согласен с главными принципами протокола. При прохождении протокола нужно работать с тревожностью, страхами, болями и другими чувствами. Есть любую еду реально, как и уйти в стойкую ремиссию.